# Xã Rendsville, Quận Stevens, Minnesota
Xã Rendsville (tiếng Anh: Rendsville Township) là một xã thuộc quận Stevens, tiểu bang Minnesota, Hoa Kỳ. Năm 2010, dân số của xã này là 161 người.